# Pierre Louis Dubourcq
Pierre Louis Dubourcq (Amsterdam, 25 april 1815 – Amsterdam, 5 mei 1873) was een Nederlands schilder, tekenaar, etser en lithograaf.

## Leven en werk
Dubourcq werd geboren in Amsterdam als zoon van Victor Honoré Dubourcq en Marie Adelaide Revet. Zijn vader had zich in 1803 als Frans koopman in Amsterdam gevestigd. Hij trouwde in 1850 met de zestien jaar jongere Aletta Jacoba Rochussen. Zij was een verre verwant van Charles Rochussen, met wie Dubourcq bevriend was.
Dubourcq leerde schilderen van Jan van Ravenswaay en Andreas Schelfhout. Hij maakte diverse studiereizen door Europa en schilderde vooral bos- en berglandschappen. Naast schilderijen maakte hij ook etsen, tekeningen en litho's. In opdracht van prins Alexander maakte hij een aantal aquarellen van de valkenjachten op Het Loo. Dubourcq gaf waarschijnlijk schilderles aan Anna Wolterbeek. Hij was lid van Arti et Amicitiae, de Koninklijke Academie van Beeldende Kunsten en het genootschap Natura Artis Magistra. In 1858 was hij mede-oprichter en eerste directeur van een verzekeringsmaatschappij. Het schilderwerk kwam daardoor op een lager pitje te staan, maar hij bleef zeker nog tot 1867 schilderen. Hij publiceerde ook een tekst voor het Rijksmuseum Amsterdam. In 1912 kwamen ruim 250 prenten uit de collectie P.L. Dubourcq als schenking in het museum.
Dubourcq overleed op 58-jarige leeftijd.

## Werken

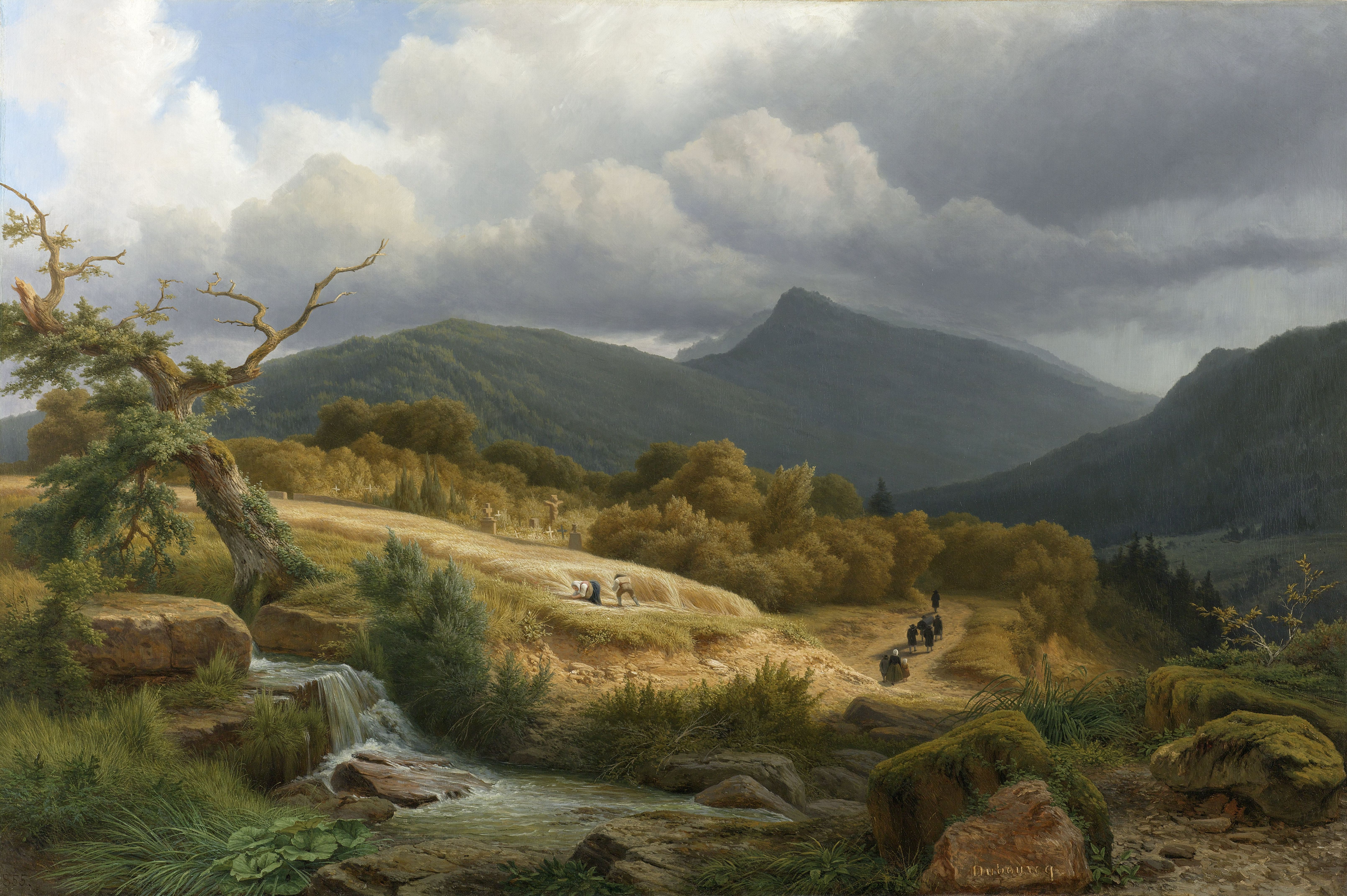
De begraafplaats te Baden-Baden
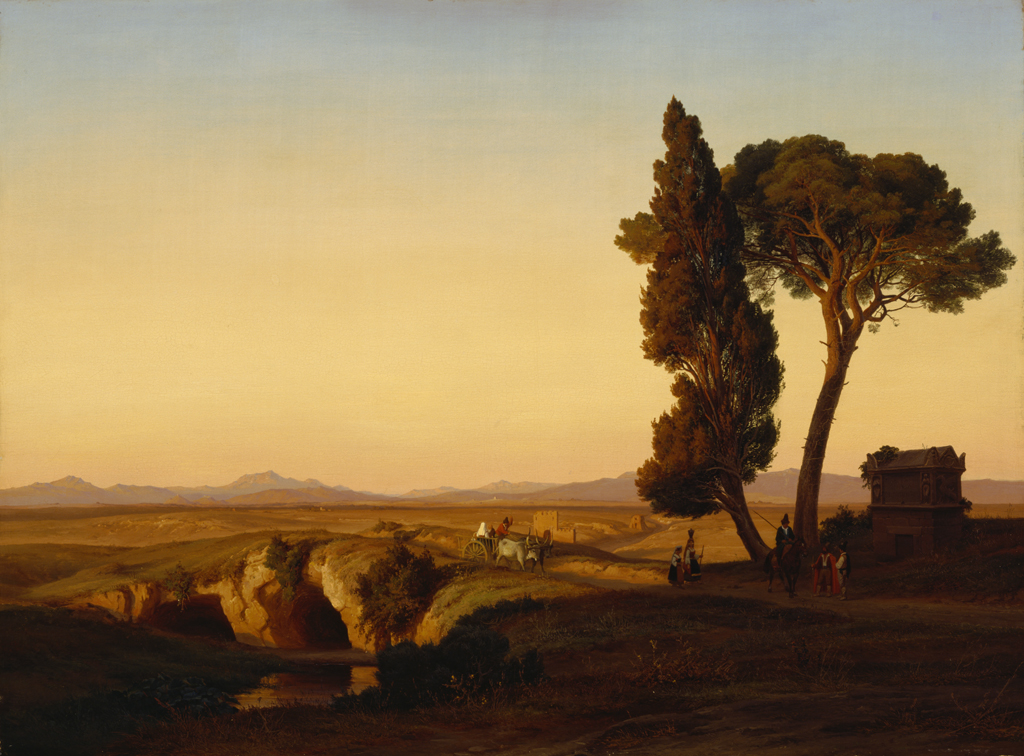
Gezicht in de omstreken van Rome

## Werk in openbare collecties (selectie)
- Museum Boijmans Van Beuningen
- Frans Hals Museum
- Kröller-Müller Museum
- Rijksmuseum Amsterdam

- Bibliothèque nationale de France: cb10306798m (data)
- Biografisch Portaal: 01333214
- Gemeinsame Normdatei: 1022904183
- International Standard Name Identifier: 0000 0000 6953 7835
- Nederlandse Thesaurus van Auteursnamen: 070014574
- RKD-Nederlands Instituut voor Kunstgeschiedenis: 24465
- Système universitaire de documentation: 232793166
- Union List of Artist Names: 500017795
- Virtual International Authority File: 95790310
- WorldCat: E39PBJcgr3Xrh43XHmw69mH3cP